# Hey Now!!
『Hey Now!!』（ヘイ・ナウ）は、2013年8月27日に発売されたpredia通算5枚目（インディーズ）のシングル。

## 解説
prediaのインディーズ最終シングルであり、和泉テルミと竹田愛が参加した最後のシングル。また、同グループ唯一の火曜日発売作品でもある（2019年8月現在）。
表題曲「Hey Now!!」は前作『Crazy Cat』発売後の2013年5月5日に行われた「predia party@SHIBUYA-AX」で初披露された。前作同様、阿久津健太郎が“貧図スクワット”名義で作詞を手がけている。カップリングの「Cherry Love」はベストアルバム『Best of predia 2010-2013 〜Reception〜』に未収録で、現時点で本CDのみでしか聴くことが出来ない。
2013年11月10日、Mt.RAINIER HALL SHIBUYA PLEASURE PLEASUREで行われたParty（ライブ）に、日テレジェニック2010の内田理央が“留学生”として特別参加。この模様は同年11月22日の『アイドル☆リーグ!』でオンエアされた。なお、内田が選ばれた2年後（2012年）に日テレジェニックを1着入選で受賞した桜子は、直前に発生したCM撮影中の事故で沢口けいこと共に負傷したため、この日のPartyには不参加だった。
prediaの妹分的ユニットだったpaletは、2015年2月13日の「PLATINUM SONIC 2015」、2016年7月22日の「PLATINUM SHOWCASE “predia&palet Friday Night”」で「Hey Now!!」を歌唱している。ちなみに後者の「PLATINUM SHOWCASE」では、prediaがpaletの『SNOW DISTANCE』を歌唱していた。

## 収録曲
| #         | タイトル                      | 作詞           | 作曲      | 編曲      | 時間  |
| --------- | ----------------------------- | -------------- | --------- | --------- | ----- |
| 1.        | 「Hey Now!!」                 | 貧図スクワット | _Yuko     | _Yuko     | 3:28  |
| 2.        | 「Cherry Love」               | 貧図スクワット | _Yuko     | _Yuko     | 3:08  |
| 3.        | 「Hey Now!!」(Instrumental)   |                | _Yuko     | _Yuko     | 3:28  |
| 4.        | 「Cherry Love」(Instrumental) |                | _Yuko     | _Yuko     | 3:08  |
| 合計時間: | 合計時間:                     | 合計時間:      | 合計時間: | 合計時間: | 13:12 |